# Oparczyska
Oparczyska – wieś w Polsce położona w województwie kujawsko-pomorskim, w powiecie lipnowskim, w gminie Bobrowniki.
W latach 1975–1998 miejscowość należała administracyjnie do województwa włocławskiego.